# United States Army
United States Army – wojska lądowe Stanów Zjednoczonych, jeden z rodzajów amerykańskich sił zbrojnych.
Instytucjonalnie zarządza nimi Departament Armii Stanów Zjednoczonych (U.S. Department of the Army), kierowany przez cywilnego urzędnika w randze ministra – sekretarza armii (Secretary of the Army), choć od 1947 pozostającego poza ścisłym kierownictwem rządu Stanów Zjednoczonych, tzw. gabinetem (cabinet). Bezpośrednim przełożonym sekretarza armii jest sekretarz obrony (secretary of defense).

## Organizacja

### Organizacja przed I wojną światową
W czerwcu 1914 US Army miała 98,5 tys. żołnierzy. Siły podzielono na 6 departamentów (zachodni, wschodni, centralny, południowy, Hawajski i Filipiński). Ważniejsze oddziały to:
- 1 Dywizja Piechoty (Governors Island, stan Nowy Jork)
- 2 Dywizja Piechoty (Texas City, Teksas)
- 3 Dywizja Piechoty (San Francisco, Kalifornia)
- 1 Dywizja Kawalerii (San Antonio, Teksas)
- 1 Brygada Hawajska (Fort Shafter, Hawaje)
- 4 Brygada Piechoty
- 3 Brygada Kawalerii
- cztery pułki artylerii lekkiej (1., 3., 4. i 5.)
- 2 Pułk Artylerii Górskiej
- 6 Pułk Artylerii Konnej

Łącznie istniało trzydzieści pułków piechoty po trzy bataliony (1.-30.) i jeden pułk piechoty z dwoma batalionami (portorykański), oraz piętnaście pułków kawalerii (1.-15.) po trzy szwadrony. Oprócz tego istniały:
- Korpus Obrony Wybrzeża – 31 obszarów, 170 kompanii
- Korpus Inżynieryjny – 3 bataliony saperów
- Korpus Łączności – 12 kompanii łączności i sekcja lotnicza (2 kompanie)
- Strzelcy Filipińscy – 13 batalionów

Do tego oddziały medyczne, uzbrojenia, transportowe itd.
Rezerwa nie istniała; był tylko Rezerwowy Korpus Medyczny (zaledwie 110 osób). Lotnictwo liczyło na początku 1917 roku 55 samolotów.
W szczytowym momencie wojny (1918) armia USA liczyła ponad 2,5 mln żołnierzy.
W 1923 Departament Wojny w Waszyngtonie ujawnił, że pierwszego jeńca niemieckiego, który na wojnie światowej dostał się do niewoli amerykańskiej, wzięli dwaj Polacy, szeregowcy Jan Kochański i Adam Błazikowski, obaj z Michigan. Jeńcem był Lechard Hoffman, kurier, przy którym znaleziono pocztę, gdy wracał z nią do okopów.

### Organizacja podczas II wojny światowej

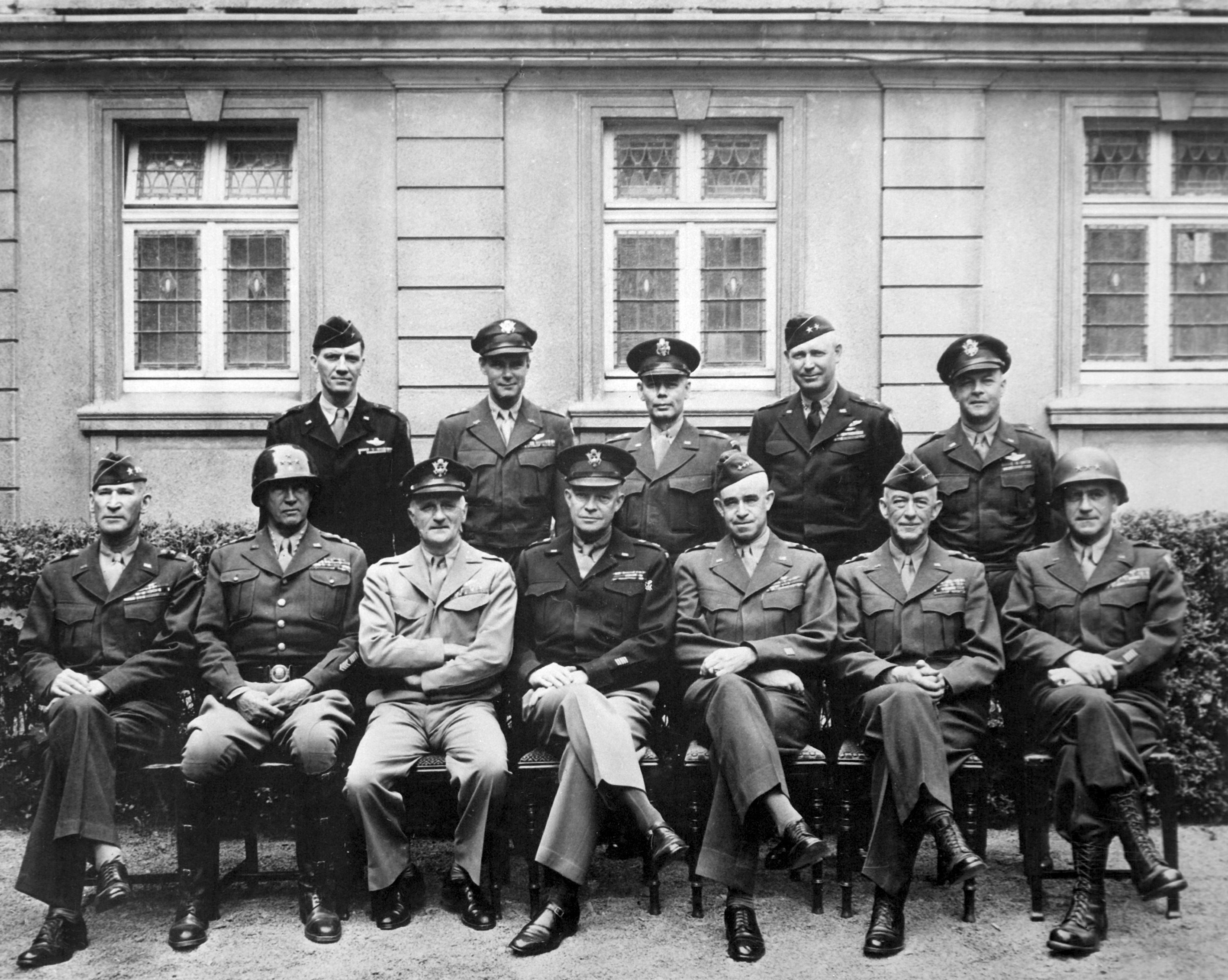
Generałowie Armii Stanów Zjednoczonych podczas II wojny światowej

30 czerwca 1939 US Army liczyła 188 tys. żołnierzy, w tym ok. 22 tys. w lotnictwie (Army Air Corps). Pod względem liczebności zajmowała ona 19. miejsce na świecie, przed Bułgarią i po Portugalii. Ważniejsze jednostki w 1939 to:
- 3 dywizje piechoty (1., 2. i 3.)
- 1 Dywizja Kawalerii
- Dywizja Hawajska (późniejsza 24. DP)
- Dywizja Filipińska
- Garnizon Kanału Panamskiego

Łączna liczebność: 38 pułków piechoty, 13 pułków kawalerii, 2 pułki zmechanizowane, 1 pułk czołgów, 44 dywizjony artylerii polowej, 109 baterii artylerii nadbrzeżnej, 13 batalionów inżynieryjnych, 11 kompanii łączności. Armia dysponowała 490 czołgami.
Army Air Force miał 62 eskadry – 8 szturmowych, 14 pościgowych, 15 bombowych, 8 rozpoznawczych, 10 obserwacyjnych, 4 transportowe i 3 balonowe. Łącznie 2320 samolotów, z czego ok. 800 bojowych.
Rezerwa US Army liczyła 113 tys. żołnierzy, prawie wyłącznie oficerów. Na wypadek wojny, korzystając z oficerów rezerwy, US Army miała wystawić dodatkowo 27 dywizji piechoty i 6 dywizji kawalerii. Pod koniec roku 1940 armia posiadała 200 000 koni.
W grudniu 1941 armia USA miała już 37 dywizji (29 piechoty, 5 pancernych, 2 kawalerii i mieszaną Dywizję Filipińską). Początkowo planowano wystawić 71 dywizji, a w połowie 1942 zdecydowano się zmobilizować łącznie 125 dywizji. W 1943 plan zredukowano do 90 dywizji.
W połowie 1945 armia USA liczyła 8,27 mln żołnierzy (całe wojsko 12,1 mln), w większości w Europie (ok. 3 mln żołnierzy), na Dalekim Wschodzie i Pacyfiku (ok. 1,6 mln) oraz w Śródziemnomorskim TDW (głównie we Włoszech, w sierpniu 1944 łącznie 740 tys. żołnierzy). W momencie zakończenia wojny armia USA miała 90 dywizji (66 piechoty, 16 pancernych, 5 powietrznodesantowych, 1 górską, 1 kawalerii i mieszaną Dywizję Filipińską). AAF liczył wtedy 31 235 samolotów w pierwszej linii, przydzielonych do 213 grup (w tym 155 za granicą), a łącznie aż 63 745 samolotów.

### Organizacja w 1990

Flaga Armii USA

Struktura US Army tuż przed zniesieniem obowiązku służby wojskowej i końcem zimnej wojny:
- 6 zmechanizowanych dywizji piechoty – 1., 3., 4., 5., 8. i 24.
- 1 zmotoryzowana dywizja piechoty – 9.
- 1 „zwykła” dywizja piechoty – 2.
- 4 lekkie dywizje piechoty – 6., 7., 10. i 25.
- 4 dywizje pancerne – 1., 2., 3. i 1. Dywizja Kawalerii
- 2 dywizje powietrznodesantowe – 82. i 101.

### Organizacja współczesna

#### Dowództwa
- Dowództwo Sił Lądowych USA (US Army Forces Command – FORSCOM), Fort McPerson, GA
- Dowództwo Wyszkolenia Sił Lądowych USA (US Army Training and Doctrine Command – TRADOC), Fort Monroe, VA
- Dowództwo Logistyki Sił Lądowych USA (US Army Material Command – AMC), Alexandria, VA

#### Dowództwa terytorialne i rodzajów wojsk
- Dowództwo Operacji Sił Lądowych USA Północ (US Army North – USARNORTH), Fort Sam Houston, TX (Ameryka Płn.)
- Dowództwo Operacji Sił Lądowych USA Południe (US Army South – USARSO), Fort Sam Houston, TX (Ameryka Płd.)
- Dowództwo Operacji Sił Lądowych USA Europa (US Army Europe – USAREUR), Heidelberg, Niemcy (operacje w Europie)
- Dowództwo Operacji Sił Lądowych USA Obszaru Pacyfiku (US Army Pacific – USARPAC), Fort Shafter, HI
- Dowództwo Operacji Sił Lądowych USA w Korei (US Army Korea – EUSA), Yong Son, Seul, Korea Płd.
- Dowództwo Operacji Sił Lądowych USA Centrum (US Army Central – USARCENT), Fort McPherson, GA (m.in. Bliski Wschód)
- Dowództwo Operacji Specjalnych Sił Lądowych USA (US Army Special Operations Command – USASOC), Fort Bragg, NC (m.in. z udziałem US Army Rangers)
- Dowództwo Obrony Powietrznej i Antybalistycznej Sił Lądowych USA/Dowództwo Strategiczne Wojsk Lądowych (US Army Space & Missile Defense Command/Army Strategic Command – USASMDC/ARSTRAT), Arlington, VA
- Dowództwo Mobilizacji i Rozmieszczeń (Military Surface Deployment and Distribution Command – SDDC), Alexandria, VA

#### Dowództwa pozostałych służb
- Dowództwo Łączności Sił Lądowych USA (U.S. Army Network Enterprise Technology Command/9th Signal Command (Army) – NETCOM/9thSC(A)), Fort Huachuca, AZ
- Dowództwo Medyczne Sił Lądowych USA (U.S. Army Medical Command – MEDCOM), Fort Sam Houston, TX
- Dowództwo Wywiadu i Bezpieczeństwa Sił Lądowych USA (U.S. Army Intelligence and Security Command – INSCOM), Fort Belvoir, VA
- Dowództwo Dochodzeń Kryminalnych Sił Lądowych USA (U.S. Army Criminal Investigation Command – USACIDC), Fort Belvoir, VA
- Korpus Inżynierów Sił Lądowych USA (U.S. Army Corps of Engineers – USACE), Waszyngton
- Okręg Wojskowy Waszyngtonu Sił Lądowych USA (U.S. Army Military District of Washington – MDW), Fort McNair, Waszyngton
- Dowództwo Testowania Sił Lądowych USA (U.S. Army Test and Evaluation Command – ATEC), Arlington, VA
- Akademia Wojskowa USA (United States Military Academy – USMA), West Point, N.Y.
- Dowództwo Rezerwy Sił Lądowych USA (U.S. Army Reserve Command – USARC), Fort McPherson, GA
- Centrum Wspomagania Logistycznego Sił Lądowych USA (U.S. Army Acquisition Support Center – USAASC), Fort Belvoir, VA
- Dowództwo Zarządzania Infrastrukturą Sił Lądowych USA (U.S. Army Installation Management Command – IMCOM), Arlington, VA

#### Armie i Korpusy
- I Korpus (I Corps), Fort Lewis, WA
- III Korpus (III Corps), Fort Hood, Killeen, TX
- V Korpus (V Corps), Heidelberg, Niemcy[a]
- XVIII Korpus Powietrznodesantowy (XVIII Airborne Corps), Fort Bragg, NC
- 1 Armia Wojsk Lądowych USA – Rezerwa (US Army Reserve), Waszyngton, DC
- 3 Armia Wojsk Lądowych USA (US Army Central), Fort McPherson, East Point, Georgia
- 5 Armia Wojsk Lądowych USA (US Army North), Fort Sam Houston, TX
- 6 Armia Wojsk Lądowych USA (US Army South), Fort Sam Houston, TX
- 7 Armia Wojsk Lądowych USA (US Army Europe), Heidelberg, Niemcy
- 8 Armia Wojsk Lądowych USA (US Army Korea), Yong Son, Seul, Korea Płd.

Trzonem armii czynnej jest 10 dywizji, każda podzielona na kilka brygad, które są zdolne do samodzielnego działania. Dywizja składa się z 3-4 brygad bojowych, „brygady” artylerii, brygady śmigłowców (w 101 DPD są 2 brygady) oraz mniejszych oddziałów tyłowych i wsparcia. Obecnie brygady US Army i Army National Guard są przekształcane w Brygadowe Zespoły Bojowe (Brigade Combat Team, BCT). W US Army było ich w 2004 łącznie 33 (po transformacji będą 43 brygady, do końca 2010), a w Army National Guard 15 (ma być 28 do końca 2008). Istnieją 3 typy BCT:
- brygada ciężka – liczy 3700 żołnierzy i zawiera czołgi M1 (58 sztuk) i bojowe wozy piechoty M2 (90) i M3 (29);
- brygada piechoty – liczy 3300 żołnierzy i samochody HMMWV (istnieją 3 jej odmiany: zwykła, spadochronowa i desantu powietrznego);
- brygada Stryker – liczy 3900 żołnierzy i oparta jest na kołowych transporterach opancerzonych Stryker (307 sztuk).

Dywizja będzie składać się po transformacji z jednostki dowodzenia szczebla dywizji, 4 brygad bojowych i brygady śmigłowców (dwóch w przypadku 101 DPD), czasem dodatkowych brygad wsparcia lub artylerii. Docelowo US Army ma liczyć 512 400 żołnierzy.
Oto lista dywizji i brygad, ich nazw, bazy głównej i składu (brygad bojowych) po zakończeniu pełnej transformacji, która ma się zakończyć najpóźniej w 2013:
- 1 Dywizja Pancerna, zwana „Old Ironsides”, HQ w Fort Bliss, Teksas. Skład: 4 brygady ciężkie (3. BCT będzie w Fort Knox, Kentucky).
- 1 Dywizja Kawalerii, zwana „The First Team”, HQ w Fort Hood w Teksasie. Skład: 4 brygady ciężkie.
- 1 Dywizja Piechoty (zmechanizowana), zwana „Big Red One”, dowództwo w Fort Riley, Kansas. Skład: 2 brygady pancerne i 2 brygady piechoty.
- 2 Dywizja Piechoty, zwana „Indianhead”, HQ w Camp Red Cloud w Korei Płd. Skład: 1 brygada ciężka (w Camp Casey, Korea Płd.) i 3 brygady Stryker (w Fort Lewis, Waszyngton).
- 3 Dywizja Piechoty (zmechanizowana), zwana „Marne Division”, HQ w Fort Stewart w Georgii. Skład: 4 brygady ciężkie (3. BCT w Fort Benning, Georgia).
- 4 Dywizja Piechoty (zmechanizowana), zwana „Ivy Division”, HQ w Fort Carson, Kolorado. Skład: 4 brygady ciężkie.
- 10 Dywizja Górska (lekkiej piechoty), zwana „Mountaineer”, HQ w Fort Drum w stanie Nowy Jork. Skład: 4 brygady piechoty (4. BCT w Fort Polk, Luizjana).
- 25 Dywizja Piechoty, zwana „Tropic Lightning”, HQ w Schofield Barracks na Hawajach. Skład: 2 brygady Stryker (1. BCT w Fort Wainwright, Alaska), 1 brygada piechoty, 1 brygada piechoty spadochronowej (w Fort Richardson, Alaska).
- 82 Dywizja Powietrznodesantowa, zwana „All American”, HQ w Fort Bragg w Płn. Karolinie. Skład: 4 brygady piechoty spadochronowej.
- 101 Dywizja Powietrznodesantowa, zwana „Screaming Eagles”, HQ w Fort Campbell w Kentucky. Skład: 4 brygady piechoty desantowo-szturmowej.
- 173 Brygada Powietrznodesantowa – brygada piechoty spadochronowej, zwana „Sky Soldiers”, stacjonuje w Vicenzy we Włoszech.
- 2 Pułk Kawalerii – brygada Stryker, zwana „Second Dragoons”, bazuje w Vilseck, Niemcy.
- 3 Pułk Kawalerii Pancernej, zwana „Brave Rifles”, samodzielna jednostka szybkiego reagowania o innej, specjalnej strukturze, stacjonująca w Fort Hood, Teksas.

W styczniu 2007 Departament Obrony ogłosił plany sformowania dodatkowo 6 BCT, zwiększając ich liczbę tym samym do 48. Nie wiadomo jeszcze, jak będą się one nazywały i gdzie będą stacjonować.
W skład armii wchodzi też kilka samodzielnych jednostek niższego szczebla:
- 11 pułk kawalerii pancernej, jednostka głównie szkoleniowa, ale możliwa do rozmieszczenia, stacjonująca w Fort Irwin, Kalifornia
- 3 pułk piechoty The Old Guard – jednostka głównie reprezentacyjna, stacjonująca w Waszyngtonie
- Oddziały specjalne, czyli:
  - 75 pułk US Army Rangers – komandosi wojsk lądowych
  - 1, 3, 5, 7 i 10 Grupa Sił Specjalnych (Special Forces Group)
  - 160 pułk lotniczych operacji specjalnych – jednostka wsparcia lotniczego komandosów

Jednostki wsparcia są obecnie w trakcie zupełnej reorganizacji, po jej zakończeniu US Army będzie mieć 75 brygad wsparcia (w tym śmigłowców), Army National Guard mieć będzie ich 78, a Army Reserve 58. Część z nich będzie jednostkami modułowymi – odpowiednio 35, 39 i 10, czyli razem 84. Niektóre będą formalnie częściami dywizji. Istnieć będzie 5 typów modułowych brygad wsparcia:
- brygada lotnicza (Aviation Brigade)- ma zapewnić wsparcie lotnicze za pomocą śmigłowców uderzeniowych, rozpoznawczych, medycznych i transportowych; wyposażona jest w: 38 UH-60 Blackhawk, 12 CH-47 Chinook, 12 HH-60 Medevac oraz 48 AH-64 Apache (w wersji ciężkiej) lub 24 AH-64 i 30 OH-58D Kiowa Warrior (w wersji średniej) lub 60 OH-58D (w wersji lekkiej) lub 24 AH-64 i 24 UH-145 (w wersji ekspedycyjnej). Ma liczyć 2700-2800 żołnierzy, będzie ich 11 w US Army i 7 w ARNG;
- brygada ogniowa (Fires Brigade) – ma zapewniać wsparcie artyleryjskie, będzie ich 5 w US Army i 7 w ARNG;
- brygada obserwacji pola walki (Battlefield Surveillance Brigade) – zawiera jednostki zwiadowcze i wywiad wojskowy, 997 żołnierzy, będzie ich 3 w US Army i 2 w ARNG;
- brygada poprawy manewrowości (Maneuver Enhancement Brigade) – ma ochraniać oddziały bojowe (przez rakiety plot., żandarmerię, jednostki chemiczne i obrony przed bronią ABC, jednostki kontaktu z cywilami itp.), będzie ich 3 w US Army, 14 w ARNG i 2 w Army Reserve;
- brygada wzmacniająca (Sustainment Brigade) – jednostka logistyczna na poziomie korpusu (zawiera jednostki zaopatrzenia, transportowe, medyczne, remontowe itp.), będzie ich 13 w US Army, 9 w ARNG i 8 w Army Reserve.

Transformacja tych jednostek ma się zakończyć do 2013. Poza brygadami modułowymi, w US Army będą następujące oddziały wsparcia:
- 1 brygada śmigłowców teatrów działań wojennych
- 1 brygada do kontaktu z cywilami
- 1 grupa wojny psychologicznej
- 7 brygad łączności
- 4 brygady inżynieryjne
- 4 brygady żandarmerii wojskowej
- 4 brygady obrony powietrznej
- 1 brygada chemiczna (obrony przed bronią ABC)
- 2 oddziały śledztw kryminalnych
- 2 grupy uzbrojenia (rozbrajania ładunków wybuchowych – EOD)
- 1 grupa kwatermistrzowska (materiałów płynnych)
- 4 dowództwa wsparcia medycznego
- 8 brygad wywiadu wojskowego
- 2 grupy wojny elektronicznej
- 2 centra administracyjne
- 1 brygada kosmiczna

Oddziały wsparcia w US Army Reserve (bez brygad modułowych):
- 1 brygada śmigłowców teatrów działań wojennych
- 8 brygad do kontaktu z cywilami
- 2 grupy wojny psychologicznej
- 1 brygada łączności
- 4 brygady inżynieryjne
- 3 brygady przesiedleń i pochówków
- 1 brygada chemiczna (obrony przed bronią ABC)
- 3 grupy kwatermistrzowskie (materiałów płynnych)
- 25 regionalnych grup wsparcia
- 10 dowództw wsparcia medycznego
- 5 centrów administracyjnych

Podane powyżej liczby i rodzaje brygad dotyczą stanu na koniec lutego 2006 roku. Do końca września 2006 dokonano transformacji 31 z 70 planowanych BCT (kolejne 20 jest w trakcie transformacji), 48 z 92 modułowych brygad wsparcia i 86 ze 120 pozostałych brygad wsparcia. 31 grudnia 2004 roku liczebność US Army wynosiła 494 000 sił regularnych oraz 123 695 zmobilizowanych rezerwistów i żołnierzy Gwardii Narodowej.

### Miejsca stacjonowania
Oto lista ważniejszych miejsc, gdzie znajdują się jednostki US Army (stan na 30 czerwca 2006).

#### Według krajów
- Kontynentalne USA – 377,6 tys. żołnierzy
- Niemcy – 48,1 tys. żołnierzy
- Korea Płd. – 20,1
- Hawaje – 18,4
- Alaska – 10,4
- Włochy – 3,3
- Serbia – 1,7
- Japonia – 1,7
- Belgia – 0,8
- Dżibuti – 0,5

Łącznie za granicą – 79 tys.
Dane dla misji OIF i OEF Departament Obrony podaje łącznie z żołnierzami Army National Guard i Army Reserve. Żołnierze US Army są uwzględniani także w miejscach swego „normalnego” stacjonowania, więc części żołnierzy podanych wyżej nie ma tam (z baz zagranicznych odesłano 16,5 tys. żołnierzy). Tak więc:
- Misja OIF – 103,3 tys. żołnierzy
- Misja OEF – 18,0 tys. żołnierzy

#### Bazy w USA
Żołnierze US Army są rozmieszczeni niemal w 400 miejscowościach; podano też liczbę żołnierzy US Army w tysiącach (stan na 2005):
- Fort Hood (TX) – 42,8 tys.
- Fort Bragg (NC) – 42,2
- Fort Campbell (KY) – 29,3
- Fort Lewis (WA) – 23,8
- Fort Benning (GA) – 22,1
- Fort Carson (CO) – 17,5
- Fort Stewart (GA) – 16,1
- Fort Drum (NY) – 15,3
- Fort Bliss (TX) – 11,3
- Fort Sill (OK) – 11,2
- Schofield Barracks (HI) – 11,1
- Fort Leonard Wood (MO) – 10,5
- Fort Jackson (SC) – 10,3
- Fort Riley (KS) – 9,6
- Fort Knox (KY) – 8,8
- Fort Polk (LA) – 7,9
- Fort Gordon (GA) – 7,7
- Fort Sam Houston (TX) – 7,1
- Fort Huachuca (AZ) – 5,6
- West Point Military Academy (NY) – 5,3
- Alexandria (VA) – 5,3
- Fort Lee (VA) – 5,2
- Fort Eustis (VA) – 5,0

Podczas wojny jednostki US Army wspierają: Rezerwa Wojsk Lądowych (US Army Reserve, USAR) oraz Wojska Lądowe Gwardii Narodowej (Army National Guard). USAR liczyło w czerwcu 2006 190 tys. żołnierzy (Selected Reserve). USAR tworzy m.in. 11 dywizji: 6 instytucjonalnego wyszkolenia (Institutional Training) – 80., 95., 98., 100., 104. i 108. oraz 5 wsparcia szkolenia (Training Support) – 75., 78., 85., 87. i 91. Istnieje 11 regionalnych dowództw gotowości (Regional Readiness Command). Jednostki USAR znajdują się obecnie w Iraku i Afganistanie. 24 stycznia 2007 zmobilizowanych było (w służbie federalnej) 74,7 tys. żołnierzy USAR i Army National Guard.
W listopadzie 2006 w Iraku było 93,6 tys. żołnierzy US Army i 6,3 tys. rezerwistów. Straty US Army w Iraku do 20 stycznia 2007 wyniosły 1565 zabitych i 10 680 rannych, a w Afganistanie 198 zabitych i 756 rannych. Straty US Army Reserve wyniosły: Irak – 110 zabitych i 970 rannych, Afganistan – 21 zabitych i 48 rannych.

#### Bazy amerykańskie w Niemczech
- Ansbach
- Babenhausen
- Bamberg
- Baumholder
- Bad Aibling
- Bad Kissingen
- Bad Nauheim
- Buedingen
- Darmstadt
- Dexheim
- Garmisch
- Gelnhausen
- Giebelstadt
- Giessen
- Grafenwoehr
- Hanau
- Heidelberg
- Hohennfels
- Idar Oberstein
- Illesheim
- Kelley Barracks
- Kitzingen
- Mannheim
- McCully Barraks
- Neubrucke
- Panzer Kaserne
- Patch Barracks
- Ramstein
- Schweinfurt
- Vilseck
- Vogelweh
- Wiesbaden

## Wyposażenie US Army
Lista przedstawia ważniejsze uzbrojenie i sprzęt używany obecnie przez armię amerykańską:

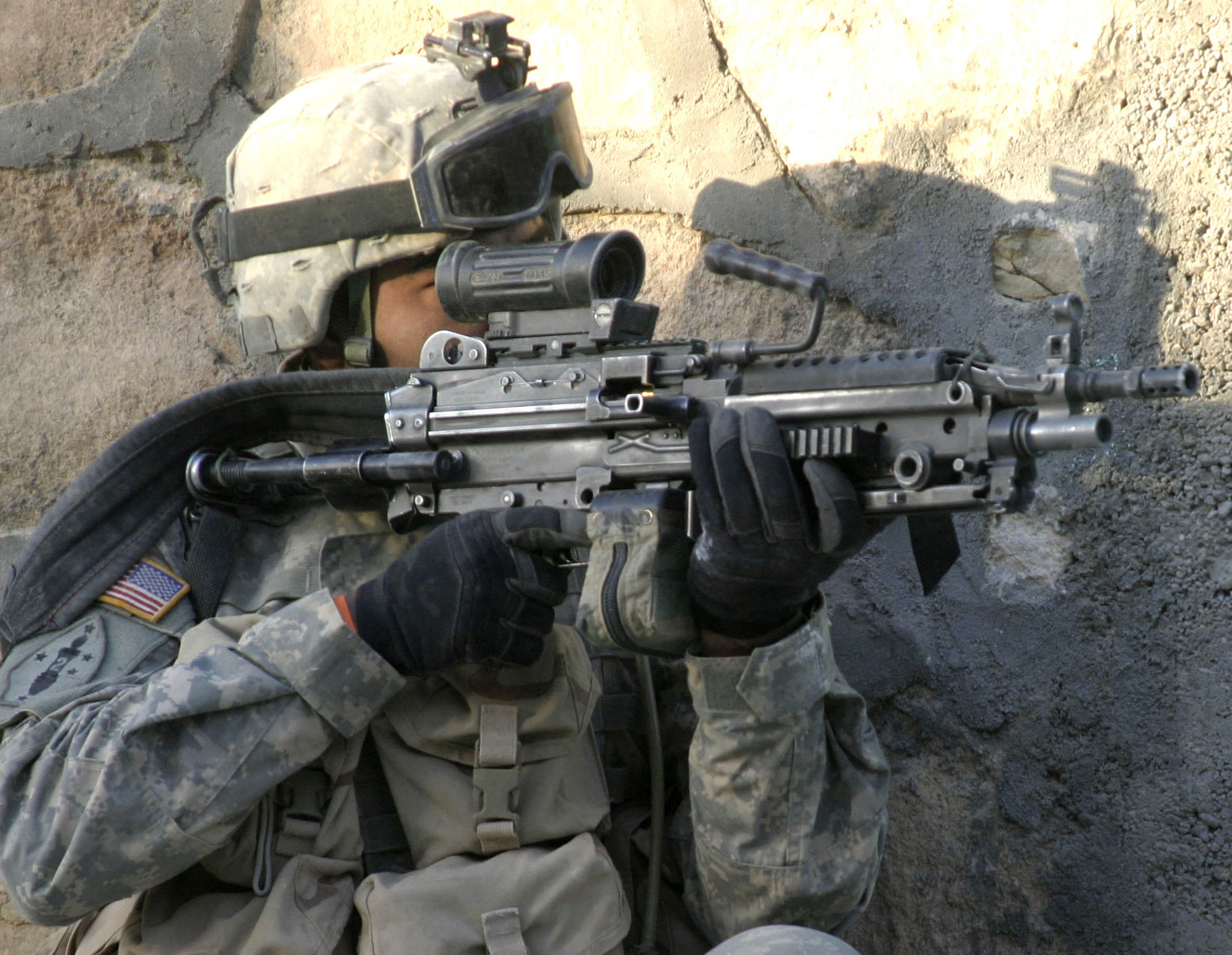
Amerykański żołnierz z karabinem M249 SAW Para

### Broń piechoty
- bagnety M7 i M9
- karabin automatyczny M16A4
- karabinek automatyczny M4
- karabinek automatyczny FN SCAR
- pistolet samopowtarzalny M9
- ręczny karabin maszynowy M249 SAW
- uniwersalny karabin maszynowy M240B
- wielkokalibrowy karabin maszynowy Browning M2
- karabin wyborowy M24 SWS
- wielkokalibrowy karabin wyborowy Barrett M82A1
- karabin wyborowy CheyTac M200 Intervention
- granat ręczny M67
- granat nasadkowy RAW
- granatnik podwieszany M203
- granatnik automatyczny MK19-3
- granatnik ppanc. SMAW
- granatnik ppanc. AT-4
- wyrzutnia rakiet ppanc. FGM-148 Javelin
- wyrzutnia rakiet ppanc. TOW

### Pojazdy

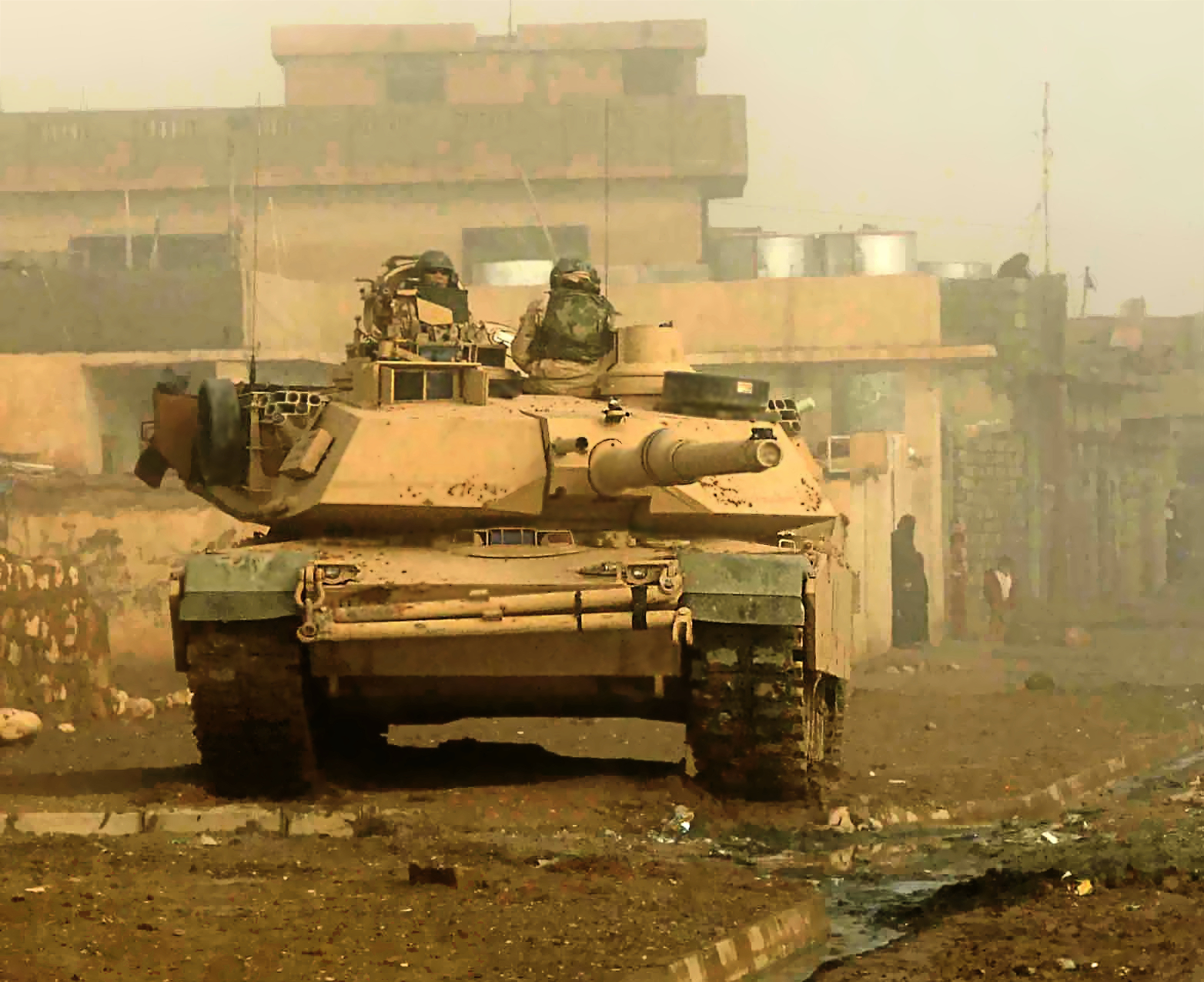
Czołg M1 Abrams w Iraku

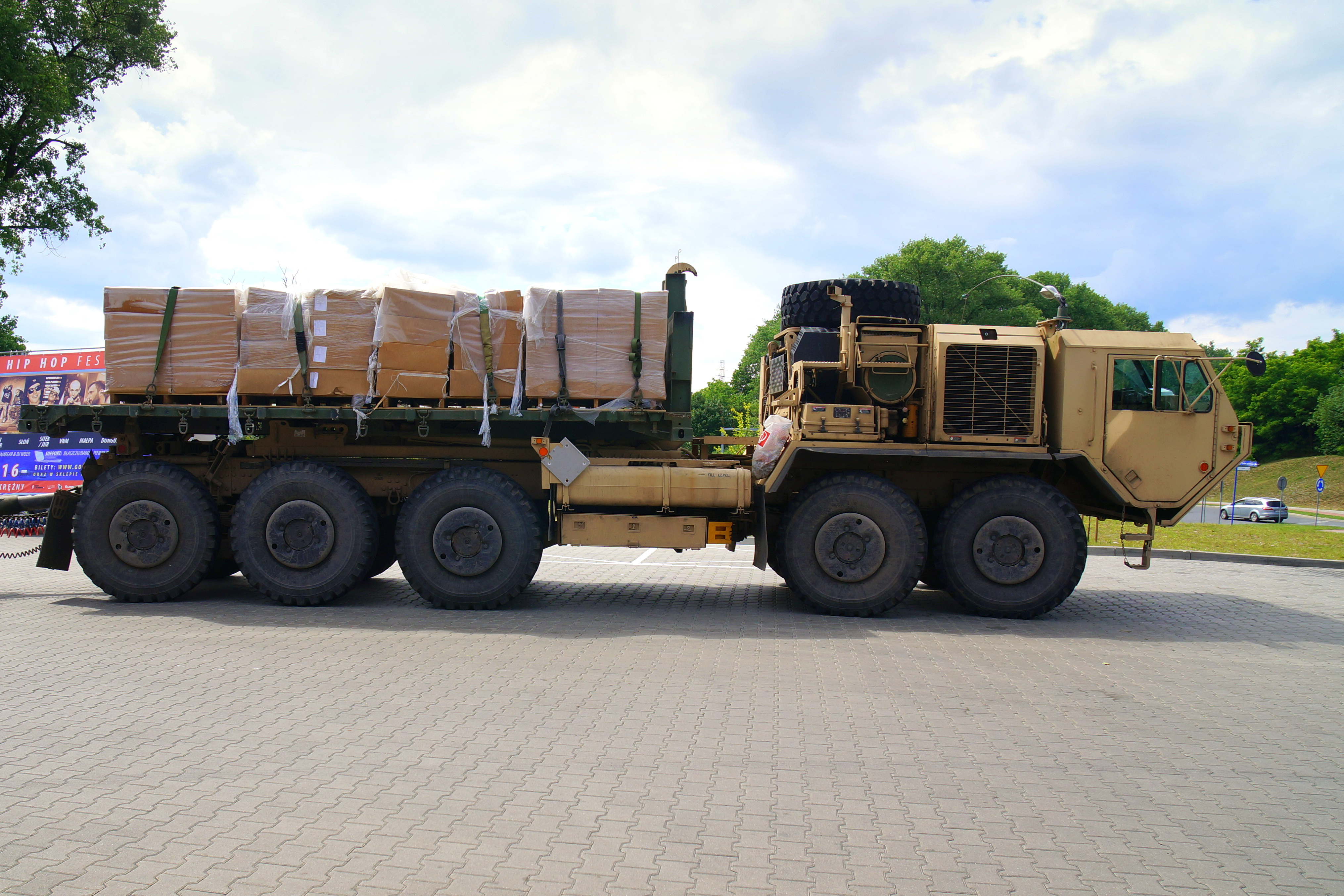
Samochód ciężarowy HEMTT (Oshkosh PLS) w Polsce

- 10000 czołgów podstawowych M1A2/A1 Abrams
- 6452 bojowe wozy piechoty M2 Bradley
- 1200 bojowych wozów kawalerii M3 Devers
- 6700 transporterów opancerzonych M113
- 4187 kołowych transporterów opancerzonych
- 160 000 lekkich samochodów taktycznych HMMWV („Humvee”)
- ~10 000 opancerzonych pojazdów patrolowych MRAP
- 27 400 samochodów ciężarowych HEMTT
- 75 000 pojazdów rodziny FMTV (średnich ciężarówek)
- 2400 ciężkich pojazdów transportowych M1070 (HETS)
- 676 wozów zabezpieczenia technicznego M88 Hercules
- pojazd wsparcia ogniowego M981 (na bazie M113)
- pojazd dowodzenia M577 (na bazie M113)
- pojazd rozpoznania skażeń bronią ABC M93 Fox
- samobieżny most saperski M60 AVLB
- bojowy pojazd saperski M728
- pojazd amunicyjny M998 (dla amunicji artyleryjskiej)

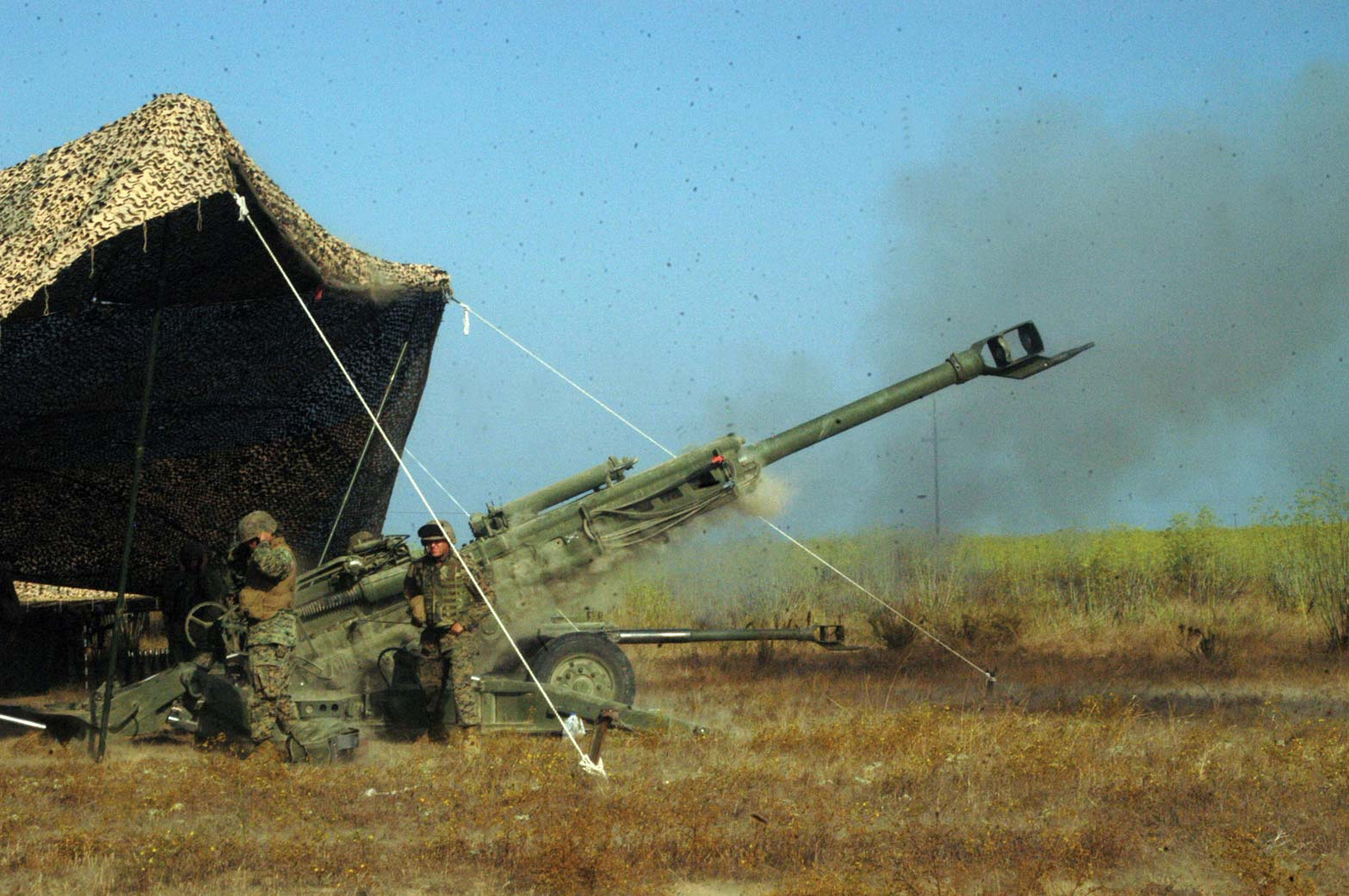
Haubica M777

### Systemy artyleryjskie
- 340 artyleryjskich systemów rakietowych wysokiej mobilności (HIMARS)
- 990 samobieżnych wyrzutni rakiet (MLRS) M270
- 1150 haubic kal. 105 mm M102 (wycofywane)
- 500 haubic kal. 105 mm M119
- 653 haubice kal. 155 mm M198
- 638 haubic kal. 155 mm M777
- 951 samobieżnych haubic kal. 155 mm M109A6 Paladin
- moździerz kal. 60 mm M224
- moździerz kal. 81 mm M252
- moździerz kal. 120 mm M120
- samobieżny moździerz kal. 120 mm M121 (M120 na transporterze M113)
- Stryker Mobile Gun System z armatą kal. 105 mm (na transporterze Stryker)

### Systemy przeciwlotnicze
- 2000+ ręcznych wyrzutni rakiet plot. Stinger
- 1000 samobieżnych wyrzutni rakiet plot. Avenger (na samochodzie HMMWV)
- 1106 samobieżnych wyrzutni pocisków antyrakietowych i plot. Patriot
- stacjonarne wyrzutnie rakiet plot. AMRAAS

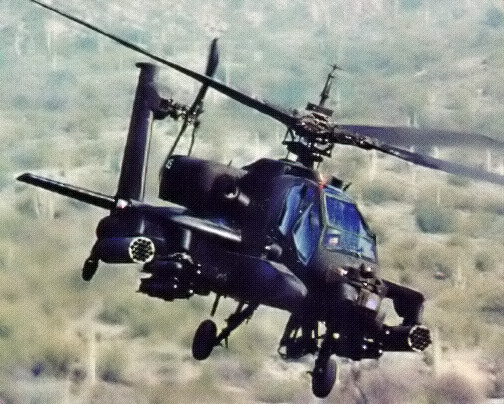
Śmigłowiec AH-64 Apache

### Śmigłowce
- 792 AH-64D/E Apache Longbow[7] (zaplanowano 690 AH-64E)
- 166 CH-47D Chinook, 300 CH-47F[8] (zaplanowano 464 CH-47F)
- 61 MH-47D/E/G Chinook
- 1019 UH-60A/L Black Hawk
- 792 UH-60M Black Hawk[9] (zamówiono 956)
- 208 HH-60M Black Hawk[9] (zamówiono 419)
- 61 MH-60M Black Hawk
- 338 UH-72A Lakota (zamówiono 412)[10]
- 488 OH-58A/C/D/F Kiowa Warrior[7]
- 47 AH-6 Little Bird[7]
- 163 TH-67A Creek[7]

### Bezzałogowe aparaty latające
- 132 MQ-1C Grey Eagle
- RQ-5 Hunter
- RQ-6 Outrider
- RQ-7 Shadow
- RQ-11 Raven

## Stopnie wojskowe US Army

### Oficerowie[11]
|                                                   |                       | O-11                | O-10    | O-9                | O-8           | O-7               | O-6     | O-5                | O-4   | O-3     | O-2              | O-1               |      |
| ------------------------------------------------- | --------------------- | ------------------- | ------- | ------------------ | ------------- | ----------------- | ------- | ------------------ | ----- | ------- | ---------------- | ----------------- | ---- |
| Oznaczenia metalowe                               |                       |                     |         |                    |               |                   |         |                    |       |         |                  |                   |      |
| Oznaczenia na naramiennikach                      |                       |                     |         |                    |               |                   |         |                    |       |         |                  |                   |      |
| Oznaczenia na naramiennikach na niebieskim stroju |                       |                     |         |                    |               |                   |         |                    |       |         |                  |                   |      |
| Nazwa stopnia                                     | General of the Armies | General of the Army | General | Lieutenant General | Major General | Brigadier General | Colonel | Lieutenant Colonel | Major | Captain | First Lieutenant | Second Lieutenant |      |
| Skrót                                             | GAS                   | GA                  | GEN     | LTG                | MG            | BG                | COL     | LTC                | Mjr   | CPT     | 1LT              | 2LT               |      |
| Kod NATO                                          | OF-11                 | OF-10               | OF-9    | OF-8               | OF-7          | OF-6              | OF-5    | OF-4               | OF-3  | OF-2    | OF-1             | OF-1              | OF-1 |

### Chorąży
|                                                   | W-5                     | W-4                     | W-3                     | W-2                     | W-1               |      |
| ------------------------------------------------- | ----------------------- | ----------------------- | ----------------------- | ----------------------- | ----------------- | ---- |
| Oznaczenia metalowe                               |                         |                         |                         |                         |                   |      |
| Oznaczenia na naramiennikach na niebieskim stroju |                         |                         |                         |                         |                   |      |
| Nazwa stopnia                                     | Chief Warrant Officer 5 | Chief Warrant Officer 4 | Chief Warrant Officer 3 | Chief Warrant Officer 2 | Warrant Officer 1 |      |
| Skrót                                             | CW5                     | CW4                     | CW3                     | CW2                     | WO1               |      |
| Kod NATO                                          | WO-5                    | WO-4                    | WO-3                    | WO-2                    | WO-1              | WO-1 |

### Żołnierze zawodowi
|                        | E-9                        | E-9                    | E-9            | E-8            | E-8             | E-7             | E-6            | E-5      | E-4      | E-4        | E-3               | E-2         | E-1             |
| ---------------------- | -------------------------- | ---------------------- | -------------- | -------------- | --------------- | --------------- | -------------- | -------- | -------- | ---------- | ----------------- | ----------- | --------------- |
| Oznaczenia na rękawach |                            |                        |                |                |                 |                 |                |          |          |            |                   |             | brak oznaczenia |
| Nazwa                  | Sergeant Major of the Army | Command Sergeant Major | Sergeant Major | First Sergeant | Master Sergeant | Sergeant 1st Cl | Staff Sergeant | Sergeant | Corporal | Specialist | Private 1st Class | 2nd Private | 3rd Private     |
| Skrót                  | SMA                        | CSM                    | SGM            | 1SG            | MSG             | SFC             | SSG            | SGT      | CPL      | SPC        | PFC               | PV2         | PV1             |
| Kod NATO               | OR-9                       | OR-9                   | OR-9           | OR-8           | OR-8            | OR-7            | OR-6           | OR-5     | OR-4     | OR-4       | OR-3              | OR-02       | OR-1            |

## Finansowanie
US Army ma największy budżet w amerykańskich siłach zbrojnych. Wyniósł on w roku 2005 152,1 mld $, a w 2012 144,9 mld, plus dodatkowo 71,1 mld na prowadzenie operacji zamorskich:
- Personel wojskowy – 54,9 mld $ (w tym 3,7 mld $ na USAR i 6,4 mld $ na ARNG)
- Utrzymanie i obsługa sprzętu – 66,3 mld $ (w tym 2,1 mld $ na USAR i 4,8 mld $ na ARNG)
- Zakup i modernizacja sprzętu – 16,5 mld $ (w tym 2,5 mld $ na sprzęt lotniczy, 2,3 mld $ na pojazdy i 1,4 mld $ na rakiety)
- Badania i rozwój – 9,7 mld $
- Budownictwo wojskowe – 2,0 mld $ (w tym 0,1 mld $ na USAR i 0,4 mld $ na ARNG)
- Zakwaterowanie rodzin żołnierzy – 1,2 mld $